# كريس كوكس
كريس كوكس (بالإنجليزية: Chris Cox)‏ هو مهندس أمريكي، ولد في 1982 في أتلانتا في الولايات المتحدة.